# NGC 6879
NGC 6879 (другое обозначение — PK 57-8.1) — планетарная туманность в созвездии Стрела.
Этот объект входит в число перечисленных в оригинальной редакции «Нового общего каталога».